# デニー・レーバーグ
デニス・レイ（デニー）・レーバーグ（英語: Dennis Ray "Denny" Rehberg、1955年10月5日 - ）は、アメリカ合衆国の政治家。共和党員。第30代モンタナ州副知事、モンタナ州選出連邦下院議員を6期務めた。

## 経歴・人物
1955年10月5日にモンタナ州ビリングスにて、デニス・レイ・レーバーグはパトリシア・ラエ（旧姓はコーリー）とジャック・デニス・レーバーグの息子として誕生した。祖先はドイツ人・アイルランド人・スコットランド人である。ビリングス・ウェスト高校、モンタナ州立大学を経てワシントン州立大学に編入し、行政学の学士号を取得した。
1996年から2001年まではビリングス近郊で牧場を経営し、500頭の牛と600頭のカシミアヤギを所有していたが、下院議員に当選すると、モンタナ州とワシントンD.C.を行き来しながら家畜を管理することが困難になり、牧場を手放した。
1977年にモンタナ州上院でインターン生として働き、その2年後にはロン・マーレニー下院議員の立法補佐官を務めた。1985年から1991年までモンタナ州下院議員を務めた後、スタン・スティーブンス州知事から副知事に任命された。1996年に連邦上院議員選挙に立候補したが、民主党現職のマックス・ボーカスに敗れた。

### 連邦下院議員
2000年に共和党現職のリック・ヒル下院議員（モンタナ州全州選挙区）が健康上の理由で議員を引退した。レーバーグは共和党から下院議員選挙に出馬し、当選を果たした。以後2012年に上院議員選挙に出馬するまで、6割近い得票率で安定して当選し続けた。議会では歳出委員会に所属した。
2009年8月27日に医療に関するタウンホールフォーラムに出席するため、モンタナ州ビッグフォークを訪れた。その日の夜、レーバーグは州上院院内総務のグレッグ・バーカス、その妻のキャシー、レーバーグの補佐官2名と共にフラットヘッド湖でクルージングを楽しんでいた。しかし、レーバーグの乗っていたボートがゴツゴツした岩場に突っ込み、座礁する事故を起こした。ボートに乗っていた5人は救急車とヘリコプターでカリスペル地域医療センターに搬送された。診断の結果、レーバーグは足首と肋骨を骨折していた。さらに、レーバーグの補佐官の一人は事故で脳に損傷を受け、10日間の昏睡状態に陥った。事故の原因はバーカスが飲酒したのにもかかわらずボートを運転していたことにあると考えられている。バーカスは、事故の夜に湖畔のレストランでスコッチとワインを飲んでおり、事故の2時間後に行われた検査では血中アルコール濃度が0.16検出された。バーカスは、2004年にも飲酒運転事件を引き起こすなど、度重なる交通法規違反の前科があった。バーカスはこの事故の責任を全面的に認めて司法取引を行い、4年間の執行猶予と4,000ドルの賠償金及び25,000ドルの罰金が科せられた。

### 連邦上院議員選挙
2012年に連邦上院議員選挙に出馬するため、下院議員選挙への不出馬を表明した。対抗馬は2選目を目指す民主党現職のジョン・テスター上院議員であった。政治学者のラリー・サバトは、選挙直前に行われた13回の世論調査のうち10回はレーバーグが優勢であるとの結果が報じられたことから、接戦の末にレーバーグが当選するのではないかと予想していた。蓋を開けてみると、レーバーグは40郡以上で勝利を収め、票を伸ばしたものの218,051票（44.86パーセント）にとどまり、人口の多い都心部(ミズーラ郡、ルイスアンドクラーク郡)で票を伸ばしたテスターが236,123票（48.58パーセント）を獲得し、辛くも勝利を収めた。

## 政策

### LGBT
同性結婚に反対し、結婚が1人の男性と1人の女性の間で行われるものであることを明記する憲法改正を支持している。マシュー・シェパード-ジェームズ・バード・ジュニアヘイトクライム防止法に反対しており、同法はヘイトクライムを性同一性と性的指向に関しても適用できるよう定義の修正を行った法案である。なお法案は賛成多数で可決された。